# Flat Rock (Michigan)
Flat Rock ist eine Stadt in den Vereinigten Staaten, die größtenteils in Wayne County, Michigan liegt und zu einem sehr kleinen Teil dem Bezirk Monroe County, Michigan angehört. Das U.S. Census Bureau hat bei der Volkszählung 2020 eine Einwohnerzahl von 10.541 ermittelt.

## Geschichte
Flat Rock begann als Siedlung der Wyandot. Das Gebiet wurde zunächst als Indianerreservat bestimmt und blieb ein solches bis 1830. Die ersten europäischen Siedler waren Michael Vreeland und seine fünf erwachsenen Söhne, die zwischen 1811 und 1820 in der Village of Vreeland Wohnsitz nahmen. Die Familie Vreeland baute auch die ersten Getreidemühlen und Sägereien.
Mit der Eröffnung des Erie-Kanals 1825 erfuhr die Siedlung einen Aufschwung. Zahlreiche Menschen, vor allem aus dem Staat New York, siedelten in Flat Rock.
Henry Ford, der bekannte Autobauer, erkannte die Möglichkeit, mit der Wasserkraft des Huron Rivers Maschinen zu betreiben, und gründete in Flat Rock die Ford Motor Company Lamp Factory, welche zahlreiche Typen von Lampen, Reflektoren und Fahrzeugbeleuchtungen herstellte. Zum Betrieb der Maschinen wurde 1924 der Flat-Rock-Damm fertiggestellt. Die Lampenfabrik selbst war bis 1950 in Betrieb.
Von den 1930er Jahren bis zu den frühen 1960ern wurde in Flat Rock ein Flugplatz mit Graspiste betrieben. Er diente während des Zweiten Weltkriegs den Navy-Piloten der Naval Air Station Grosse Ile als Übungsplatz für Kurz- und Notlandungen.
Eine tatsächliche Notlandung erfolgte 1956 auf dem Trans-Canada-Air-Lines-Flug 304, nachdem ein losgelöstes Propellerblatt einen der 35 Passagiere getötet hatte. 
Die Motorsport-Rennstrecke Flat Rock Speedway liegt im Stadtgebiet.

## Personen aus Flat Rock
- Dann Florek (* 1950), Schauspieler